# Максим Шаттам
Максим Шаттам (справжні ім'я та прізвище Максим Ґі Сільвен Друо) (фр. Maxime Chattam; 19 лютого 1976 , Ербле) — французький письменник, визнаний майстер французького трилера.

## Біографія
У дитинстві Шаттам часто бував у США, особливо в Портланді (Орегон), тож не дивно, що це місто часто з'являється в його романах. Шаттам навчався в ліцеї Монтеск'є в Ербле. У дитинстві та підлітком хотів стати актором, відвідував театральні курси Рене-Симон у Парижі, знімався у рекламі та телешоу.
Навчався у Паризькому університеті XIII-Нор. Змінив багато професій, був касиром та нічним сторожем, актором, книгарем, одночасно вивчаючи сучасну літературу.
1988 року якийсь час провів у джунглях Таїланду. Вів щоденник, який став його першим письменницьким досвідом. 1990 року з'явилися його перші твори, написані під впливом Стівена Кінга . Пізніше намагався писати п'єси для театру, але незабаром облишив це заняття.
З часом зайнявся виключно літературною творчістю. 2000 року його письменницький талант «відкрив» його друг, відомий письменник Бернар Вербер.
Наприкінці 1999 року Шаттам почав працювати в мережі книгарень FNAC у відділ детективної літератури. В книгарні мав чимало контактів з представниками різними видавництвами. Шаттам був чудовим книгарем і звернув на себе увагу. Через деякий час він запропонував представникам кількох видавництв рукопис свого роману. Видавництво «Робер Лаффон» дало Шаттаму шанс і опублікувало 2001 року його роману «Душа зла» («L'Âme du mal»), який мав чималий успіх. 2003 року вийшов друком його роман «П'яте царство» підписаний псевдонімом Максим Вільямс.
Роман «Душа зла» зробив Шаттама відомим літератором. З того часу майже всі його книги були у списках французьких бестселерів. 2008 р. Максим Шаттам увійшов до десятки комерційно найуспішніших авторів Франції.
Романи Шаттама — це поєднання оригінального детективного сюжету і традиційних елементів кривавого трилера. Критики відзанчали стелістичну досконалість творів Шаттама, вміння «подавати натуру» — описувати побутові дрібниці, атмосферу великого міста, створювати персонажів, що запам'ятовуються, мають унікальні риси зовнішності й характеру. Шаттам — майстер деталей, і це робить його романи привабливими як для любителів жанру, так і для ширшої аудиторії.
Уже як письменник він здобув освіту в галузі криміналістики в Університеті Сен-Дені.
Шаттам належить до нового покоління французьких авторів кримінальних романів, які пишуть під впливом англомовної літератури.
Максим Шаттам — лауреат премії Sang d'Encre (з французької — Чорнильна кров) та літературної премії Fantastic'Arts на фестивалі фантастичного кіно у Жерарме.